# Crosbyarachne bukovskyi
Crosbyarachne bukovskyi là một loài nhện trong họ Linyphiidae. Chúng được Charitonov miêu tả năm 1937.